# Ourouss
Ourouss est un village du nord de la Guinée. Situé en préfecture de Koundara, proche de la ville de Youkounkoun, il se trouve en pays coniagui.

## Géographie
Ourouss est situé à 76 mètres d'altitude.

### Climat et pluviométrie
Ourouss possède un climat de savane à hiver sec (Aw) selon la classification de Köppen-Geiger. 
Ourouss est une zone avec des précipitations importantes. Même pendant le mois le plus sec, il pleut beaucoup. Sur l’année, la température moyenne à Ourouss est de 29.3°C et les précipitations sont en moyenne de 926.2mm.

## Personnalités liées à la communauté
- Robert Sarah (1945-), prélat catholique guinéen.